# Марбек, Жоан Маргарет
Жоан Маргарет Марбек (малайск. Joan Margaret Marbeck; 26 июня 1944, Малакка, Малайзия — 28 июля 2024, Серембан) — малайзийский учёный, специализировавшаяся на изучении малайско-португальского креольского языка кристанг в Малайзии и других странах (Сингапур, Австралия, Макао).

## Биография
Получила педагогическое образование. В 1965—1990 гг. работала в ряде школ и колледжей Малайзии.
Принимала активные меры для возрождения кристанга. Читала лекции о кристанге по приглашению ряда университетов мира и общественных организаций (Католический университет в Рио-де Жанейро, 1997; Евроазиатская ассоциация Сингапура, 2011; Университет Малайя, 2014). Издавала словари и разговорники, переводила стихи и песни на этот язык, добивалась изучения кристанга в начальных школах в местах компактного проживания креольского населения, особенно в Малакке.
Организатор конференции «О сохранении и развитии малаккско-португальского креольского языка и наследия в Малайзии» (январь 1996). Инициатор создания в 2010 году отдела жизни евроазиатского сообщества в Народном музее Малакки, проведения в декабре 2011 года семинара по языку кристанг (совместно с Корпорацией малаккских музеев) и Международной конференции по креольским языкам в июне 2012 года в Малакке (совместно с Федеральным университетом Рио-де-Жанейро).
В связи с 500-летием покорения Малакки португальцами (1511) подготовила и выпустила в 2012 году комплект из трёх книг «Коммеморативный словарь языка серани», «Говорите на серани» и «Песни серани»). Раньше язык назывался серани, и Жоан Марбек считала, что нужно вернуться к прежнему названию. В Куала-Лумпуре в 2014 году открыла курсы по изучению кристанга.
Имея музыкальное образование, писала мюзиклы. В 1994 году была приглашена для написания и постановки мюзикла «Святой Франциск Ксаверий — главный святой Индий» в связи со 100-летием церкви Св. Франсиска Ксаверия в Малакке. В 2009 году написала и представила на конкурс Лусофонского фестиваля в Макао монодраму на языке кристанг ‘Seng Marianne’ (Без Марианны). В декабре 2010 г. в Куала-Лумпуре при спонсорской поддержке Бразильского посольства был поставлен её мюзикл на языке кристанг «Kazamintu na Praiya» (Свадьба на пляже).
Была членом Евразийской ассоциации Селангора и Федеральной территории, Евразийской португальской ассоциации Малакки, Малаккской театральной группы.

## Награды и звания
- Благодарственное письмо ЮНЕСКО за вклад в проведение конференции ЮНЕСКО «Экономика наследия» в Пенанге и Малакке (May 9-16, 1999).
- Звание «Потрясающая женщина Малайзии» и «Кристангский поэт Малакки» (компания Digi 2007)

## Публикации
- Joan Margaret Marbeck. «Experiencia unga Kristang na Malaka» — «Papia (Язык)», Vol.3 No.2 1994;
- Joan Margaret Marbeck. Ungua Adanza (Наследие). Lisbon: Calouste Gulbenkian Foundation, 1995;
- Joan Margaret Marbeck. «Kristang or Standard Portuguese as Pupils Own Language in Malaysian Schools» — Proceedings of the Conference «A Revival of Spoken Kristang and the Development of the Malacca-Portuguese Heritage». 7th.January 1996 at the Straits Heritage Lodge. Melaka, Malaysia;
- Joan Margaret Marbeck. Kristang phrasebook: a revival and understanding of the Malaysian-Portuguese creole. Lisbon: Calouste Gulbenkian Foundation, 2004;
- Joan Margaret Marbeck (перевод). «Joan Yo buskas Seu». — Abdullah Ahmad Badawi. Ku Cari Damai Abadi. I Seek Eternal Peace. In 80 Languages. Advisor Dato’ Dr. Ahmad Kamal Abdullah. Editor Assoc. Professor Dr. Victor A. Pogadaev. Kuala Lumpur: University of Malaya, 2008, p. 51;
- Joan Margaret Marbeck. Linggu Mai (Родной язык). Lisbon: Calouste Gulbenkian Foundation, 2004;
- Joan Margaret Marbeck. Bersu Serani (Песни серани). 2012;
- Joan Margaret Marbeck. Kristang Phrasebook. 2012;
- Joan Margaret Marbeck. Commemorative Bahasa Serani Dictionary. 2012;
- Joan Margaret Marbeck. The Speech & Song CD. 2012.
- Joan Margaret Marbeck (перевод). "Kung Poesia Yo" - Taufiq Iamail. Taufiq Ismail. Dengan Puisi Aku. 1 Puisi, 80 Bahasa, 80 Tahun. Terjemahan Puisi dalam 58 Bahasa Dunia dan 22 Bahasa Daerah (Тауфик Исмаил. Поэзией я. Одно стихотворение, 80 языков, 80 лет. Перевод стихотворения на 58 языках мира и 22 региональных языках). Prakata Prof. Victor A. Pogadaev. Jakarta: Horison, 2015, p. 34. ISSN 0125-9016
- Жоан Маргарет Марбек, Виктор Погадаев. Кристанг-Русский Словарь (Около 4000 слов). Papiah Kristang-Russio Dictionario (Approximo 4000 palabra). M.: Ключ-С, 2016, 88 с. ISBN 978-5-906751-70-6.